# Лазар Силяни
Лазар Яков Силяни, известен и с българизираната форма на името си Лазар Силянов (на албански: Lazar Siljani или Llazar Siljani), е албански преводач, публицист и общественик, живял и работил в България. Член е на Македонския таен революционен комитет (Женевската група) и на Пловдивския анархистки кръжок.

## Биография
Роден е в 1878 година в горнореканското албанско православно село Кракорница. Завършва няколко класа в Дебърското българско училище, след което учи в Пловдивската гимназия. Член е на албанското дружество „Дъшира“ в София. Издава книгите „Besa a fea e shqiptarëve të vjetër“ (София, 1907), „Кои са днешните албанци и техния език“ (София, 1910), „Afrimi i bullgarishtes së sotme me gjuhën shqipe“ (София, 1911), а в 1902 година превежда на български книгата „Беса“ на Сами Фрашъри. В 1910 година Силяни се опитва да основе албанска църква в София, в която службата да се провежда на албански език и от албански свещеник. Искането е отхвърлено от Синода на Българската църква. Силяни се противопоставя на религиозното разделение сред албанците, което пречи на албанското национално движение.
В книгата си „Кои са днешните албанци и техния език“, като типичен представител на романтизма, Силяни пише за произхода на албанците, като твърди, че са „преки потомци на „арийците“, описва древната им религия,  имената на дните от седмицата, произхода на гърците, за Епир, Тоскана, Македония, Илирия, за римляните и войните на Скендербег. Книгата съдържа рисунки на гръцки и римски богове, албанско-гръцко-латинско-български речник и някои често срещани думи на албански и български език.